# China Service Medal

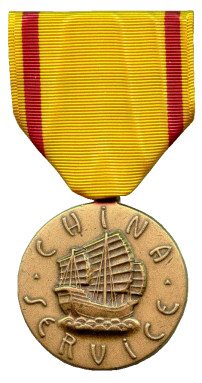
China Service Medal

Die China Service Medal ist eine Auszeichnung der US Navy, des US Marine Corps und der US Coast Guard für Einsätze zwischen 1937 und 1957 in der Republik China.
Die Auszeichnung wurde am 23. August 1940 eingeführt und bestand aus einer Medaille an einem gelben Band mit zwei roten Streifen.